# Роарінг Лайонс
Футбольний клуб «Роарінг Лайонс» (англ. Roaring Lions FC) — ангільський футбольний клуб з міста Валлі. Клуб був заснований у 1981 році, та проводить домашні матчі на стадіоні «Рональд Вебстер Парк» місткістю 4 тисячі глядачів. Клуб грає у вищій лізі чемпіонату Ангільї з футболу, та 9 разів був чемпіоном острова, що є рекордом серед команд Ангільї.

## Титули і досягнення
- Чемпіон Ангільї (9): 2000—2001, 2001—2002, 2002—2003, 2005—2006, 2009—2010, 2013—2014, 2016—2017, 2020, 2022